# 2-Metylopirydyna
2-Metylopirydyna – organiczny związek chemiczny z grupy heterocyklicznych amin, monometylowa pochodna pirydyny (jedna z pikolin).